# Hemmersdorf
Hemmersdorf (Moselfränkisch: Hemeschdroff) ist mit über 2200 Einwohnern einer der größten Orte in der saarländischen Großgemeinde Rehlingen-Siersburg im Niedtal. Im Westen grenzt der in west-östlicher Richtung von der Nied durchflossene Ort an Frankreich; er liegt somit auf der Grenze zwischen südlichem und nördlichem Saargau, zählt auch zu diesem.

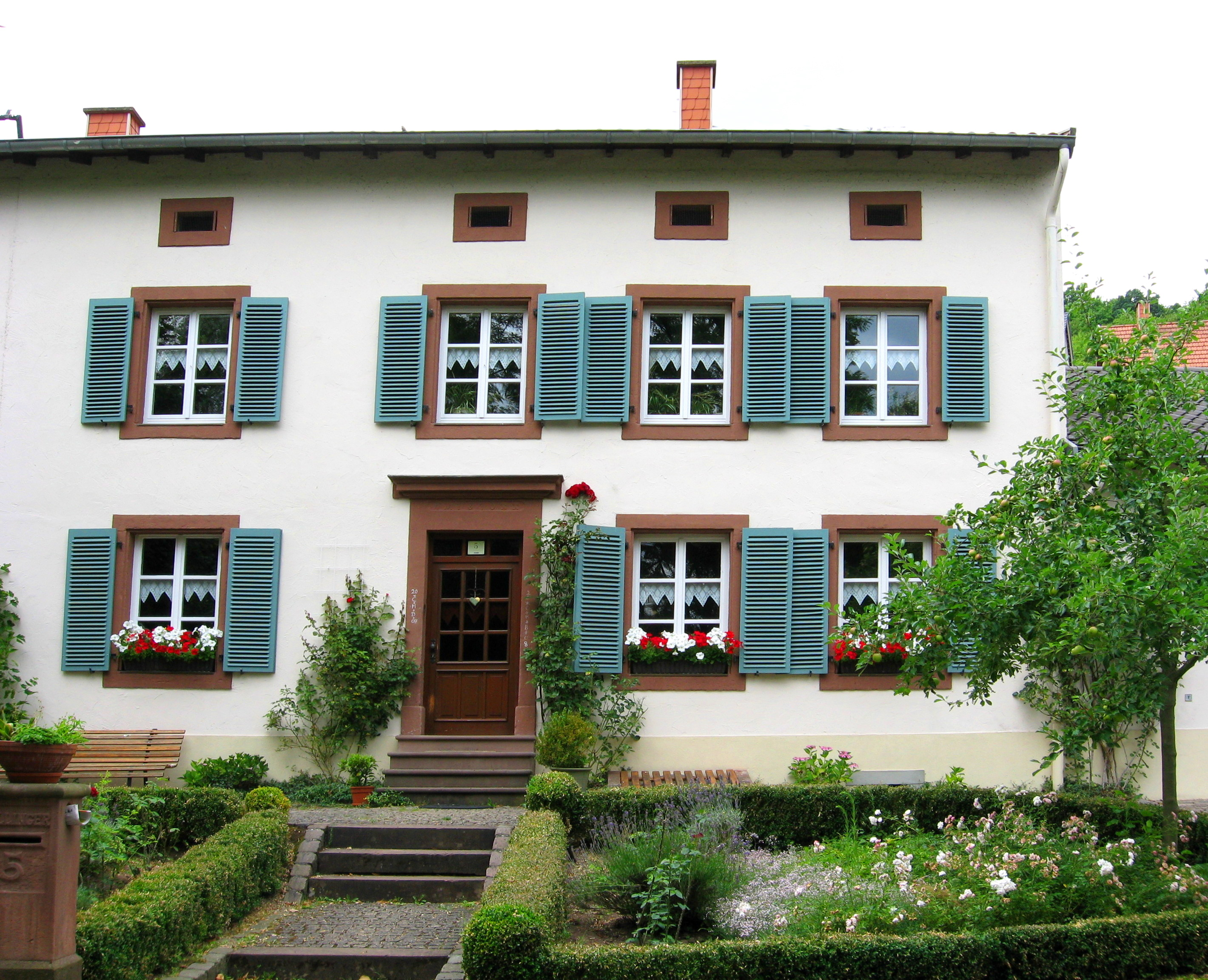
Bauernhaus Im Grafental

## Geschichte
Zahlreiche Funde belegen eine frühgeschichtliche Besiedelung der Gemarkung. Das Schloss Hemmersdorf wurde im Jahr 1150 als Besitz derer von Hymmersdorf erstmals urkundlich erwähnt. Das Lehen ging 1450 in den Besitz der Familie Bechel über und wurde 1589 von Johann Zandt von Merl übernommen. Franz Duhan, der spätere Graf Duhan, erwarb 1719 Rechte und Güter. Die heutigen Besitzer bemühen sich um Restaurierung und Erhalt des Schlosses.
Der heutige Ort Hemmersdorf entstand im Zuge einer Verwaltungsreform der Nationalsozialisten im Jahre 1937 aus den zuvor eigenständigen Orten Großhemmersdorf links der Nied und Kerprichhemmersdorf rechts der Nied. 
Aus dem Zusammenschluss erklärt sich auch die Existenz zweier Kirchengebäude, St. Nikolaus in Großhemmersdorf und St. Konrad in Kerprichhemmersdorf. Seit 2011 gehört die katholische Kirchengemeinde Hemmersdorf zur Pfarrei Niedtal.
Eine jüdische Gemeinde in Hemmersdorf wird erstmals im Jahr 1837 erwähnt. Die Mitglieder dieser Gemeinde lebten in Großhemmersdorf, Kerprichhemmersdorf und Niedaltdorf. Die erste Erwähnung der Hemmersdorfer Synagoge stammt aus dem Jahr 1843.
Bis Ende 1973 war Hemmersdorf eine eigenständige Gemeinde im damaligen Amtsbezirk Siersburg. Im Zuge der Gebiets- und Verwaltungsreform wurde die bis dahin eigenständige Gemeinde Hemmersdorf am 1. Januar 1974 ein Gemeindebezirk der Gemeinde Rehlingen, die später in Rehlingen-Siersburg umbenannt wurde.
Die Prägung des Ortes als früheres Arbeiter- und Bauerndorf zeigt sich noch heute vor allem in den für die Region typischen Lothringer Bauernhäusern; viele von ihnen wurden in vorbildlicher Weise restauriert, sodass Hemmersdorf zahlreiche Auszeichnungen im Wettbewerb Unser Dorf soll schöner werden errang.

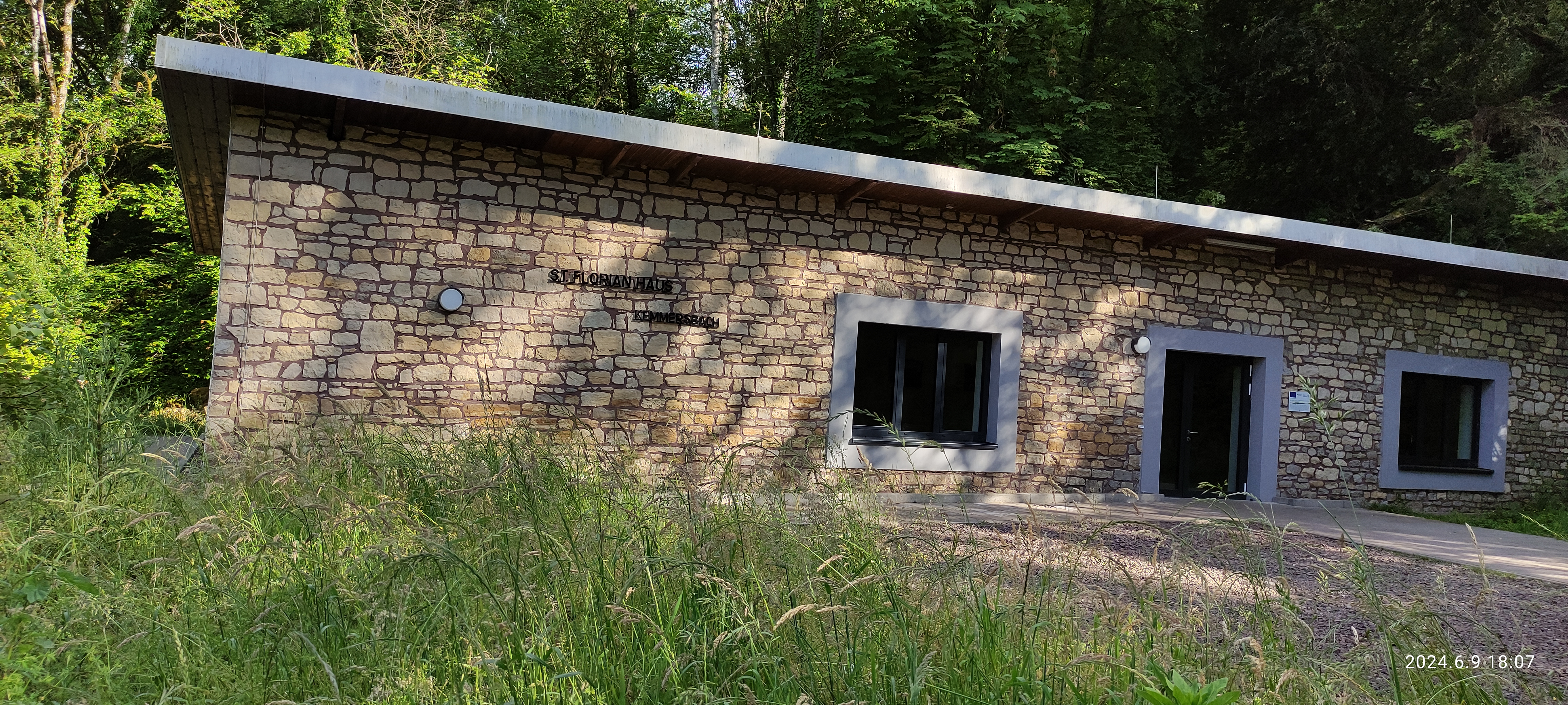
St. Florianhaus

Im Rahmen des saarländischen Entwicklungsplanes für den ländlichen Raum 2014–2020, „Dorferneuerung und Entwicklung“, wurde das St. Florianhaus Kemmersbach, vor Jahrzehnten von der Dillinger Hütte AG auf dem Gelände des ehemaligen Kalkwerkes als Veranstaltungsraum für die Werkfeuerwehr errichtet, für die gemeinschaftliche Nutzung durch die Hemmersdorfer Vereine umgebaut und saniert. 126.000 € (50 % der Förderung) stammten aus Mitteln der Europäischen Union (ELER). Die Gesamtkosten des Projektes beliefen sich auf 430.000 Euro.

## Politik

### Ortsvorsteher
Dietmar Zenner (seit Juli 2014).

## Kultur und Sehenswürdigkeiten

### Heimatmuseum
Seit 2006 gibt es das von einem Verein getragene Heimatmuseums Hemmersdorf.

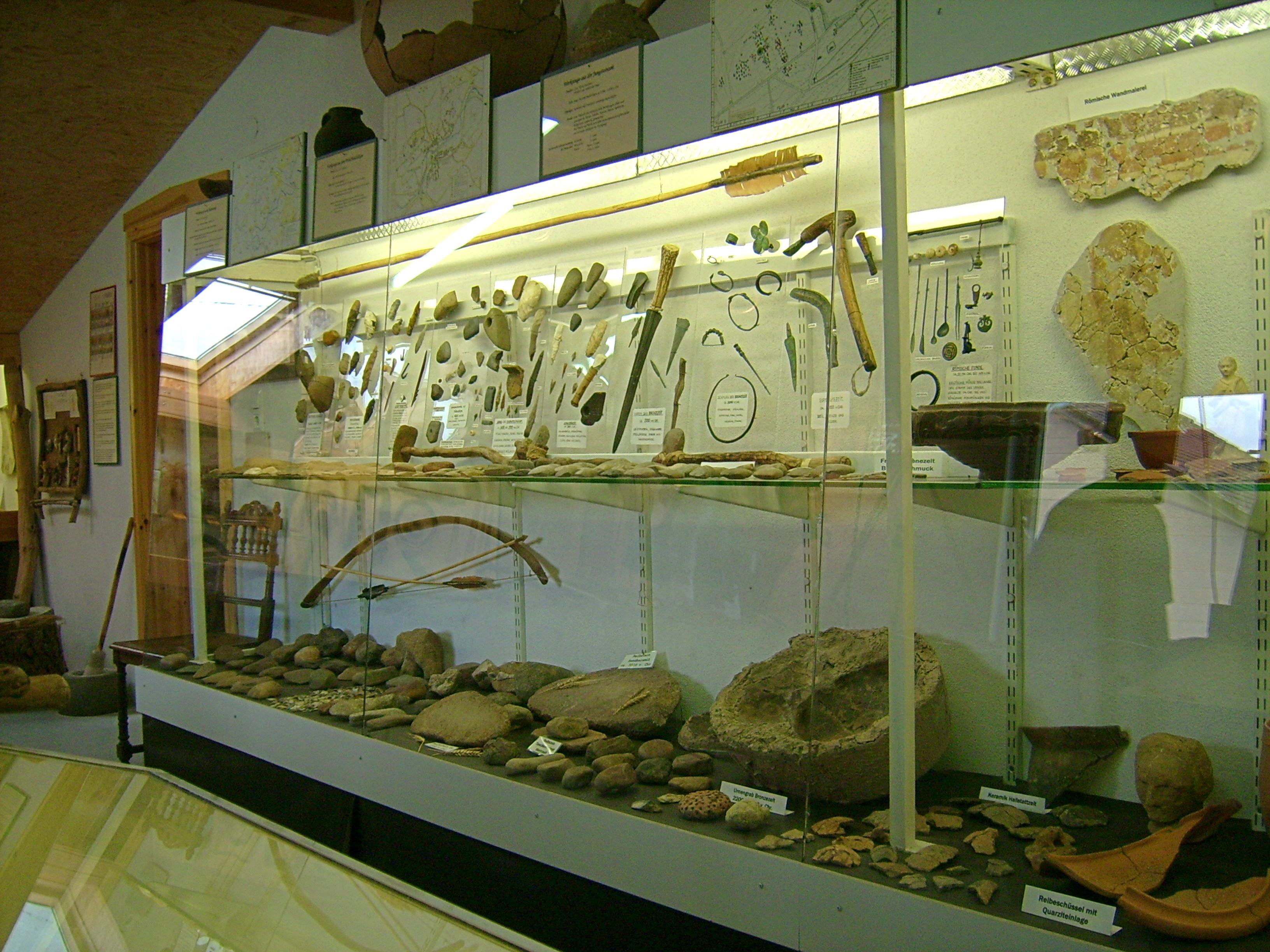
In der Steinzeit
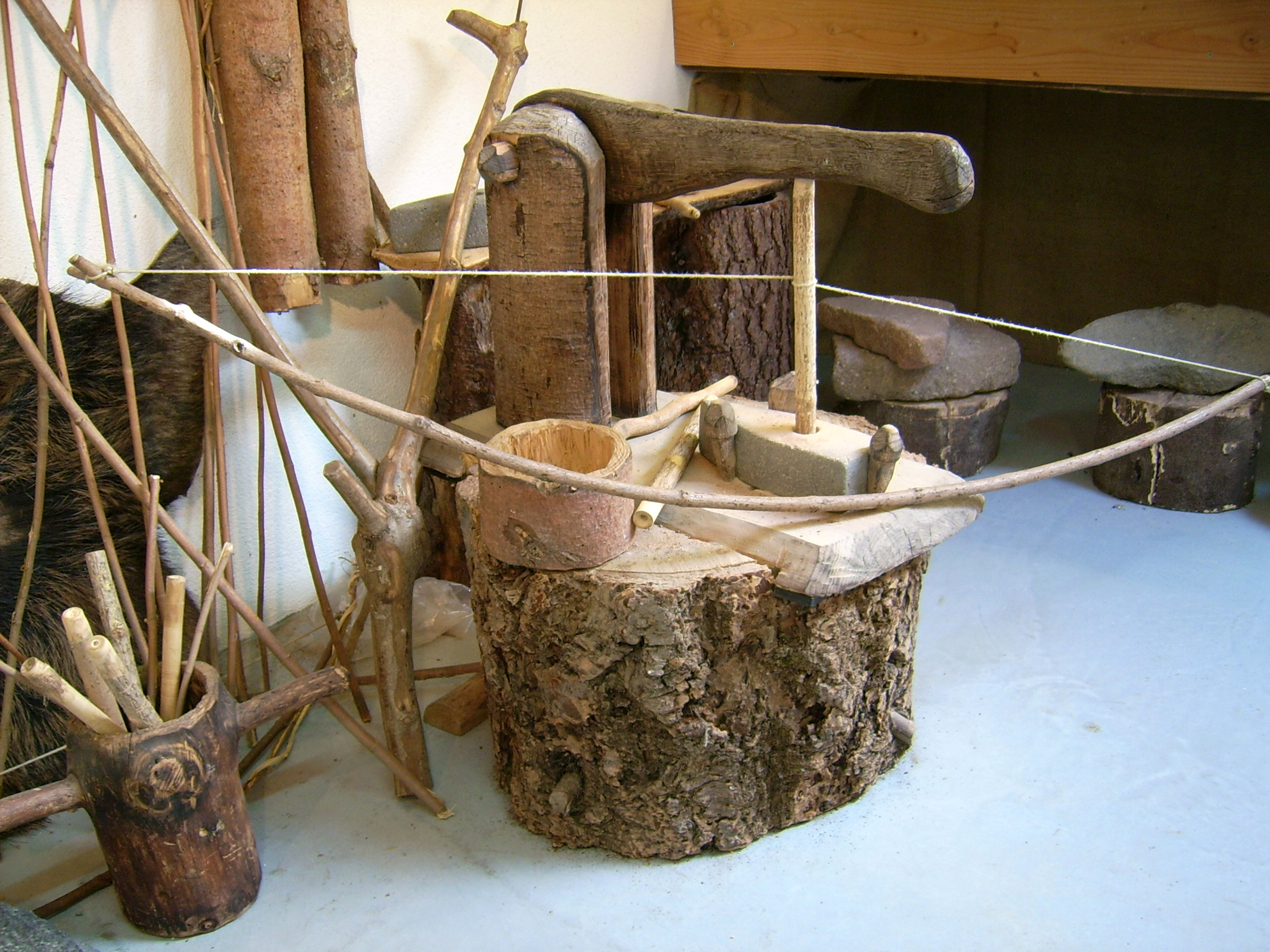
Steinbohrer
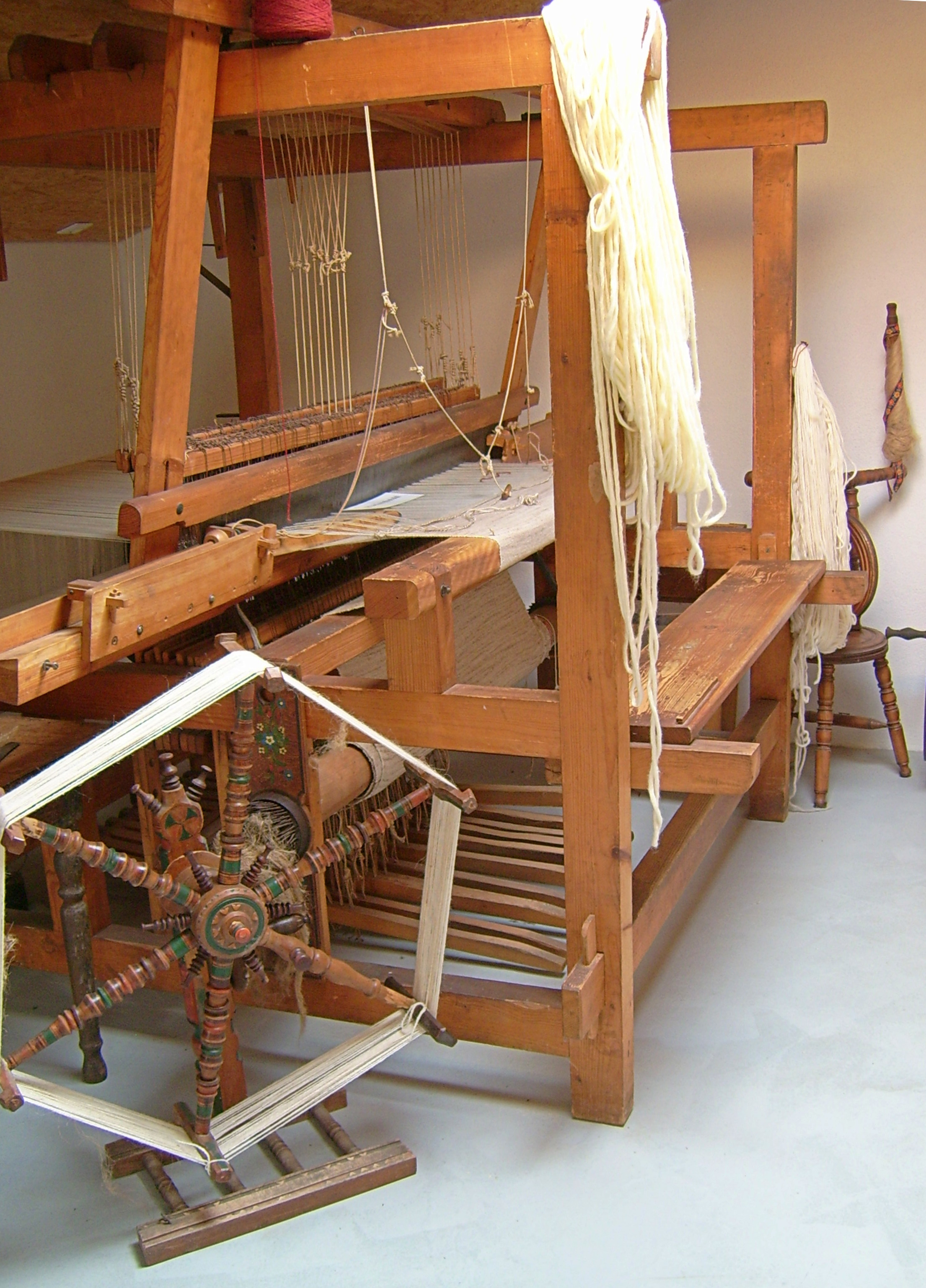
Webstuhl

### Brunnen

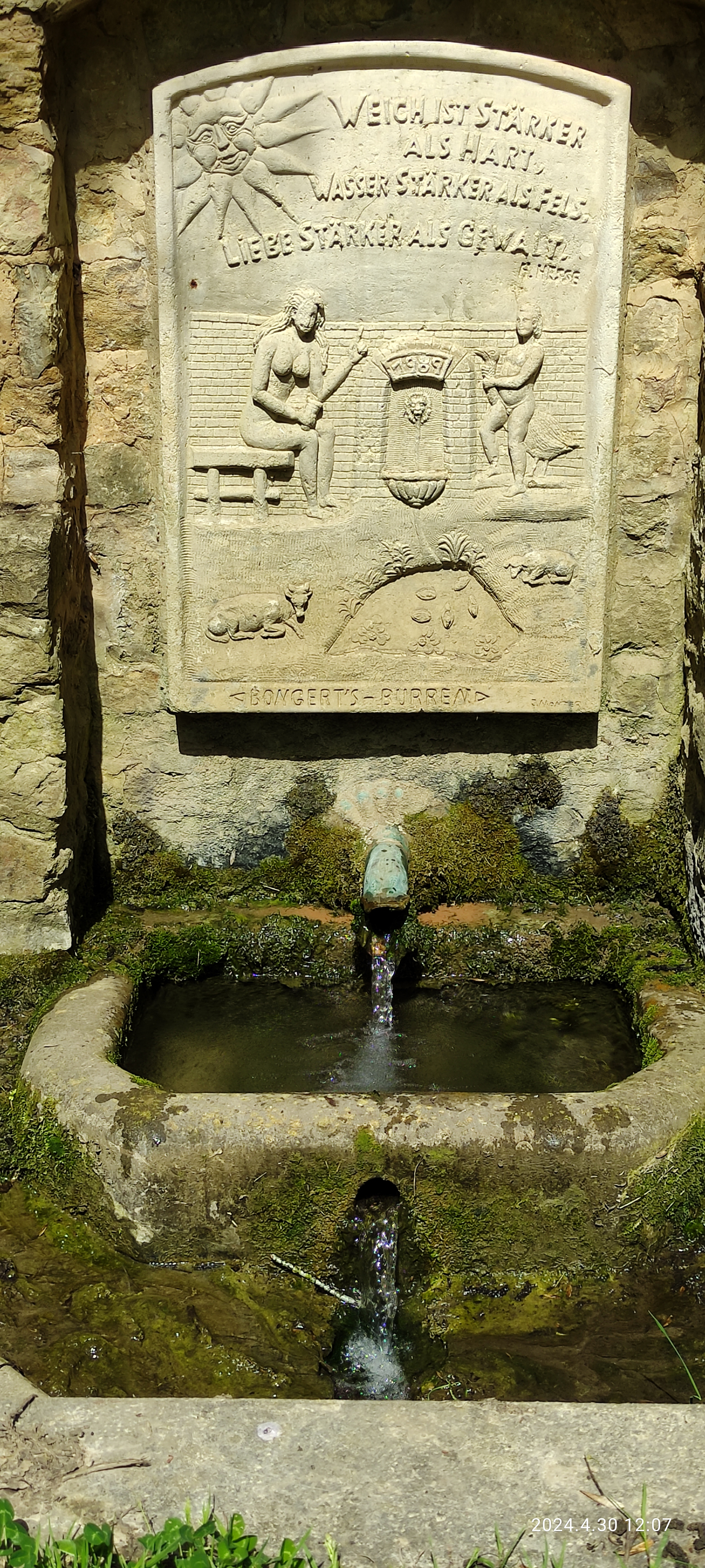
Bongert’s Burren
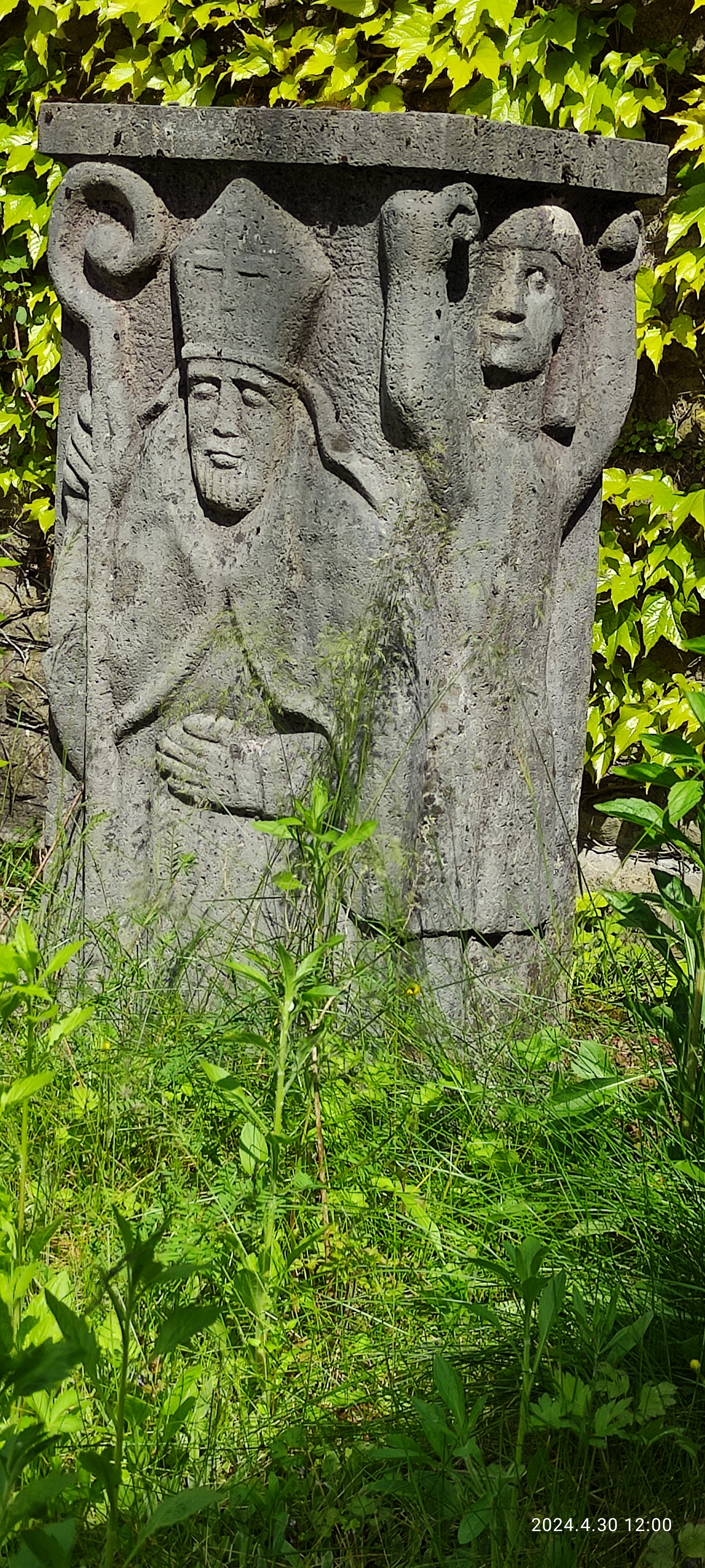
St.-Nikolaus-Brunnen
- Apollonia-Brunnen[11]

- Bongert’s Burren
- St.-Nikolaus-Brunnen

### Naherholung

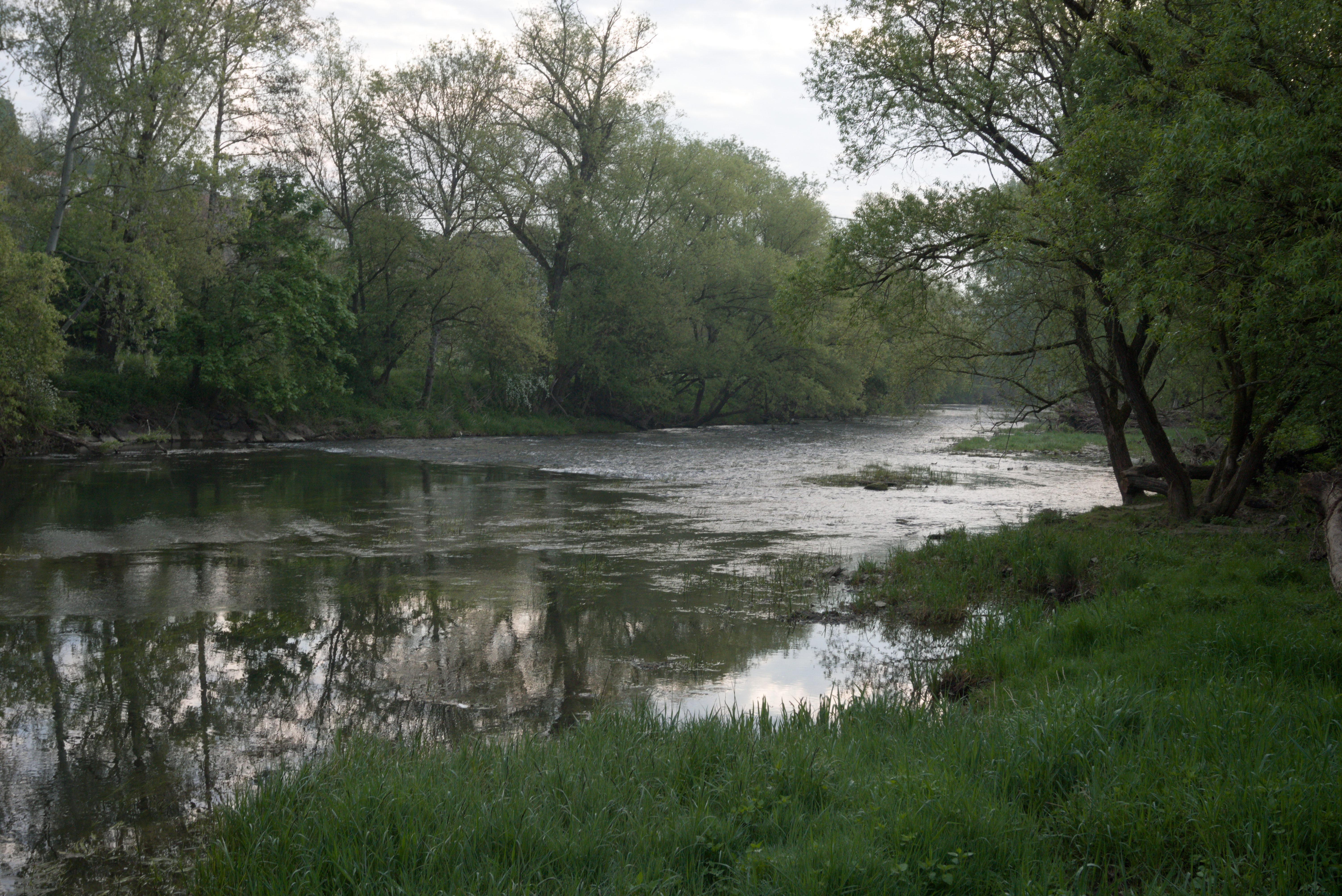
Die Nied in Hemmersdorf

Der hochwassergefährdete Niedtalradweg, der Hemmersdorf an das saarländische Radwandernetz anschließt, und die Wackenmühle bieten Naherholungssuchenden Freizeitmöglichkeiten vor Ort.

## Wirtschaft und Infrastruktur
Im Bereich Nahversorgung sind wenige lokale Einkaufsmöglichkeiten, die Grenzlandhalle (Mehrzweckhalle) und der Jugendtreff Hemmersdorf zu nennen.

### Bildung
In Hemmersdorf bestehen Kindergarten und Grundschule für die Gemeindebezirke Hemmersdorf, Niedaltdorf, Fürweiler, Gerlfangen, Biringen und Oberesch. Zur Unterstützung der Grundschule „Niedschule Hemmersdorf“ wurde im Jahr 1999 der Förderverein Niedschule e. V. gegründet.

### Verkehr
Hemmersdorf besitzt eine ruhige, aber dennoch zentrale Lage unweit der Industriestadt Dillingen und der Kreisstädte Saarlouis und Merzig. Der Ort ist durch eine Umgehungsstraße (Französische Grenze–Dillingen) weitgehend vom Durchgangsverkehr befreit und durch einen Bahnhof an der Strecke (Bouzonville–)Niedaltdorf–Dillingen (Niedtalbahn) sowie Regionalbuslinien an das saarländische Nahverkehrsnetz angeschlossen.
Die Landesstraße 356 verläuft durch Hemmersdorf.

## Die Hemmersdorfer Spracheigenart „heezer un doozer“
Hemmersdorf ist aus zwei eigenständigen Orten entstanden. Vor dem Zusammenschluss hatten beide Orte jeweils eigene Ortsvorsteher, Gemeinderäte, Kirchen, Friedhöfe, Schulen, Feuerwehren etc. Gleichzeitig gab es wechselseitige familiäre und geschäftliche Verbindungen. Um zu beschreiben, von welchem Ort die Rede ist, wurden (in beiden Orten) die moselfränkischen Adjektive heezer [hei.t͡sa] und doozer [dɔː.t͡sa] benutzt. Die hochdeutsche Entsprechung für heezer ist hiesige, die für doozer ist dasige oder dortige. Wobei heezer von hei und doozer von do abgeleitet wurde.
Beispielsätze:
„Em Schmittchen sein Bou ess in da heezer Feiaweer.“    „Der Sohn von Schmidt ist in der hiesigen Feuerwehr.“
„Moa is de doozer Kirmes.“    „Morgen ist die dasige Kirmes.“
Die beiden Begriffe wurden auch substantiviert.
„Moa han di Doozer Kirmes.“    „Morgen haben die Dortigen Kirmes.“
Belege für die Verwendung der Begriffe heezer und doozer außerhalb der gesprochenen Sprache liegen nicht vor. Auch in den Sitzungsprotokollen, der Gemeinderäte, aus der Zeit vor dem Zusammenschluss beider Orte, finden die Begriffe heezer und doozer keine Verwendung.
Der Karnevalsverein Hemmersdorf e. V. benutzt die beiden Begriffe auch heute noch.